# J.C.E. Walter
 Der er for få eller ingen kildehenvisninger i denne artikel, hvilket er et problem. Du kan hjælpe ved at angive troværdige kilder til de påstande, som fremføres i artiklen.

Johann Christian Ernst Walter (eller Johan Ernst Christian) (24. april 1799 i Ratzeburg – 28. maj 1860 i Ordrup, Fårevejle Sogn) var en dansk maler, kobberstikker og litograf.

## Uddannelse
Hans forældre var snedkermester Carl Gottlieb Walter og Marie Sophie Magdalene født Engeland. Walter lagde sig efter maleri og kobberstikkerkunst og kom i 1817 til København for at uddanne sig videre. Han fik adgang til Kunstakademiet dette år, men nåede ikke længere end til Gipsskolen. 1827 nævnes han som elev, men havde da ikke besøgt undervisningen siden 1820.

## Virke
I 1820 og 1821 indsendte han en prøvetegning, Hakon Jarl, som ser Gudrun og siden andre; men hverken hans malerier eller hans kobberstik fandt Akademiets bifald, og han huggede sig gennem livet ved hjælp af en lille kgl. understøttelse, ved at male nogle portrætter og kopiere efter mindre billeder i Den Kongelige Malerisamling og endelig i en række år som opsynsmand (fra 1828) ved denne samling. Indtil da havde han været medhjælp på Akademiets Bibliotek 1821-27. Han døde under et ophold hos sine børn i Odsherred den 28. maj 1860.
Han udgav forskellige billedværker, dels prospekter, dels naturhistoriske genstande, og modsat hans første værker er Walters illustrationer til de naturhistoriske hefter af høj kunstnerisk og videnskabelig kvalitet. Da Walter kaldte sig portrætmaler, har han sikkert som svogeren Christian Frederik Christensen malet portrætter. 
Walter var gift med Anne Christine Christensen (27. februar 1796 i København - 27. maj 1864 i Ordrup, Fårevejle Sogn), datter af skomagermester Niels Christensen og Christine Lorentzen. 
Han er begravet på Fårevejle Kirkegård.

## Værker
- Prospecter af Söndermarken eller Kiöbenhavn og Omegn, ni kobberstik, en del af eksemplarerne kolorerede, i to hft., udg. 1826.
- Prospecter af Kiöbenhavn og Frederiksberg Have, seks kobberstik, 1826.
- Pragtfugle og Pattedyr. 6 hft. m. 144 tvl., 1828-41.
- Nord. Ornithologi, 48 hft. med 288 tvl., udg. 1828-41.
- Vögeln aus Asien, Afrika usw., 18 hft. med 144 tvl., 1828-41.
- Flora eller Pragtblomster, 51 hft. med 306 tvl., 1835-47.
- Blomster Museum, 11 hft. med 66 tvl., 1838-41.
- Tidsskriftet Varanda med litografier, otte hft., udg. 1844 af Walter.

Litograferede portrætter; kobberstik efter Nicolai Abildgaard; malede kopier efter bl.a. hollandske malere. Han er repræsenteret i Den Kongelige Kobberstiksamling og Øregaard Museum